# 热舒夫火车总站
热舒夫火车总站（Rzeszów Główny）是位於波蘭喀爾巴阡山省首府热舒夫的一座鐵路車站。热舒夫的第一個車站建於1858年，隨克拉科夫到利沃夫的鐵路完工而啟用。在隨後的幾年中，熱舒夫成為一個重要的鐵路樞紐。
第一次世界大戰期間，車站被撤退的俄羅斯帝國軍隊摧毀，1944年二戰中車站再次被毀。目前的車站建築建於1945年之後。

自2018年以來，車站月台正在進行升級，計劃於2021年完成。

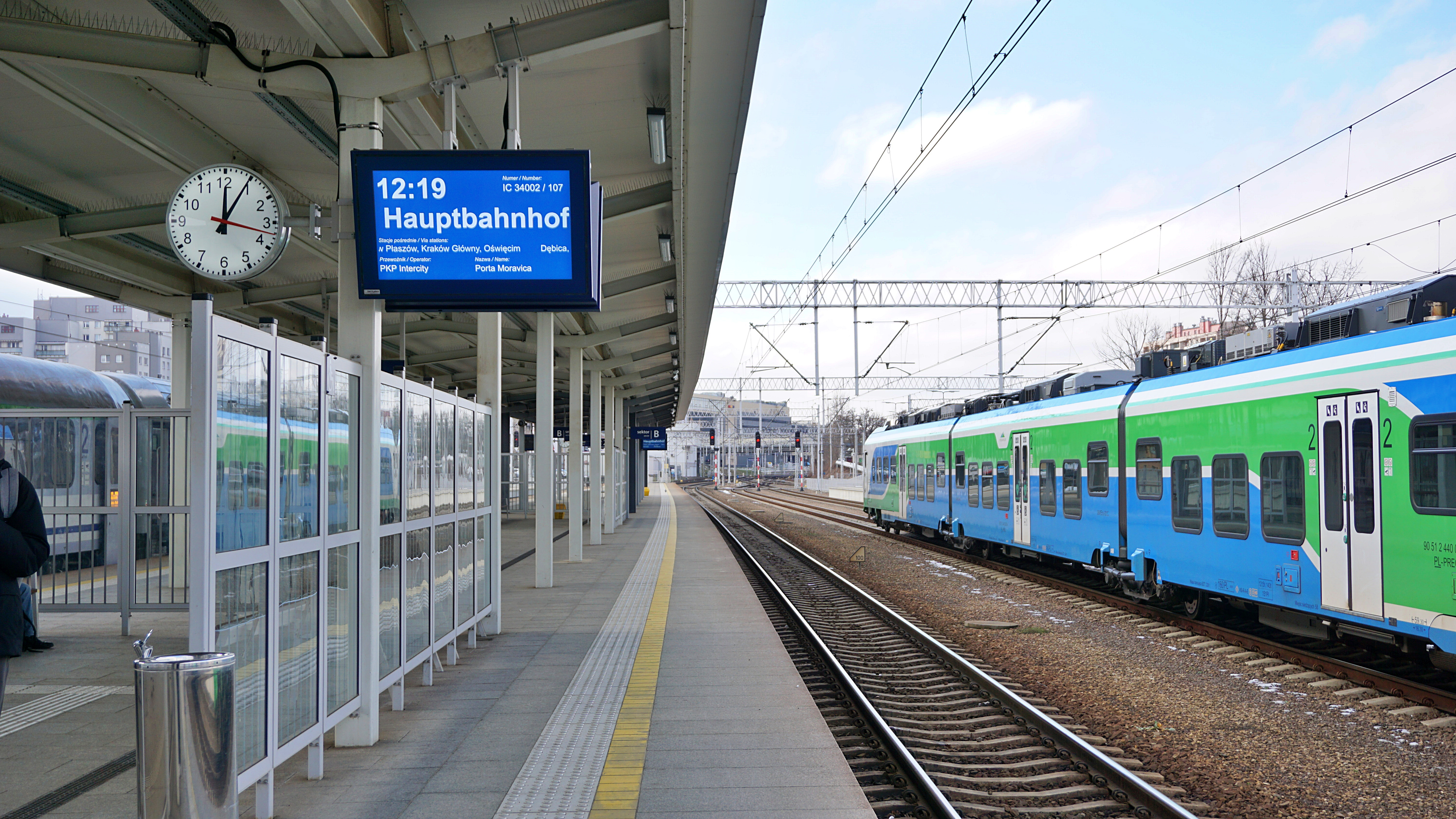
2 号站台，塔尔塔爾努夫